# Osvaldo Zubeldía
Osvaldo Juan Zubeldía (Junín, 24 giugno 1927 – Medellín, 17 gennaio 1982) è stato un allenatore di calcio e calciatore argentino, di ruolo attaccante.

## Biografia
Ex calciatore, nel 1961 decide di iniziare la carriera d'allenatore. Dopo aver allenato l'Atlanta, nel gennaio del 1965 passa all'Estudiantes. Per un breve periodo diviene il CT della Nazionale Albiceleste. Vince il campionato argentino nel 1967, mentre negli anni seguenti arriva al successo internazionale vincendo l'Interamericana 1968 contro il Toluca, l'Intercontinentale 1968 contro il Manchester Utd e tre Coppe Libertadores consecutive (1968, 1969 e 1970).
Nessun altro allenatore riuscirà a vincere tre Libertadores di fila negli anni seguenti. In seguito allena il San Lorenzo, con cui vince un secondo titolo argentino nel 1974, e il Racing Avellaneda. Nel 1976 si trasferisce a Medellin per guidare l'Atlético Nacional, vincendo due titoli colombiani (1976 e 1981) fino alla morte, avvenuta per infarto a 54 anni in quel di Medellin.

## Statistiche
In grassetto le competizioni vinte.
| Stagione                 | Squadra                  | Campionato               | Campionato | Campionato | Campionato | Campionato | Coppe nazionali | Coppe nazionali | Coppe nazionali | Coppe nazionali | Coppe nazionali | Coppe continentali | Coppe continentali | Coppe continentali | Coppe continentali | Coppe continentali | Altre coppe | Altre coppe | Altre coppe | Altre coppe | Altre coppe | Totale | Totale | Totale | Totale | Vittorie % | Piazzamento |
| Stagione                 | Squadra                  | Comp                     | G          | V          | N          | P          | Comp            | G               | V               | N               | P               | Comp               | G                  | V                  | N                  | P                  | Comp        | G           | V           | N           | P           | G      | V      | N      | P      | %          | Piazzamento |
| ------------------------ | ------------------------ | ------------------------ | ---------- | ---------- | ---------- | ---------- | --------------- | --------------- | --------------- | --------------- | --------------- | ------------------ | ------------------ | ------------------ | ------------------ | ------------------ | ----------- | ----------- | ----------- | ----------- | ----------- | ------ | ------ | ------ | ------ | ---------- | ----------- |
| 1961                     | Atlanta                  | PD                       | 30         | 13         | 11         | 6          | -               | -               | -               | -               | -               | -                  | -                  | -                  | -                  | -                  | -           | -           | -           | -           | -           | 30     | 13     | 11     | 6      | 43,33      | 4º          |
| 1962                     | Atlanta                  | PD                       | 28         | 11         | 6          | 11         | -               | -               | -               | -               | -               | -                  | -                  | -                  | -                  | -                  | -           | -           | -           | -           | -           | 28     | 11     | 6      | 11     | 39,29      | 7º          |
| 1963                     | Atlanta                  | PD                       | 26         | 12         | 4          | 10         | -               | -               | -               | -               | -               | -                  | -                  | -                  | -                  | -                  | -           | -           | -           | -           | -           | 26     | 12     | 4      | 10     | 46,15      | 1º          |
| Totale Atlanta           | Totale Atlanta           | Totale Atlanta           | 84         | 36         | 21         | 27         |                 | -               | -               | -               | -               |                    | -                  | -                  | -                  | -                  |             | -           | -           | -           | -           | 84     | 36     | 21     | 27     | 42,86      |             |
| 1965                     | Estudiantes (LP)         | PD                       | 34         | 13         | 10         | 11         | -               | -               | -               | -               | -               | -                  | -                  | -                  | -                  | -                  | -           | -           | -           | -           | -           | 28     | 21     | 2      | 5      | 75,00      | 5º          |
| 1966                     | Estudiantes (LP)         | PD                       | 38         | 12         | 17         | 9          | -               | -               | -               | -               | -               | -                  | -                  | -                  | -                  | -                  | -           | -           | -           | -           | -           | 38     | 12     | 17     | 9      | 31,58      | 7º          |
| 1967                     | Estudiantes (LP)         | M+N                      | 24+15      | 13+9       | 7+6        | 4+0        | -               | -               | -               | -               | -               | -                  | -                  | -                  | -                  | -                  | -           | -           | -           | -           | -           | 39     | 22     | 13     | 4      | 56,41      | 1º+2º       |
| 1968                     | Estudiantes (LP)         | M+N                      | 22+15      | 9+3        | 6+1        | 7+11       | -               | -               | -               | -               | -               | CL                 | 16                 | 11                 | 2                  | 3                  | Interam.+CI | 3+2         | 2+1         | 0+1         | 1+0         | 58     | 26     | 10     | 22     | 44,83      | 2º+14º      |
| 1969                     | Estudiantes (LP)         | M+N                      | 22+17      | 11+7       | 5+2        | 6+8        | -               | -               | -               | -               | -               | CL                 | 4                  | 4                  | 0                  | 0                  | CI          | 2           | 1           | 0           | 1           | 45     | 23     | 7      | 15     | 51,11      | 3º+10º      |
| 1970                     | Estudiantes (LP)         | M+N                      | 23+20      | 5+7        | 11+6       | 7+7        | -               | -               | -               | -               | -               | CL                 | 4                  | 3                  | 1                  | 0                  | CI          | 2           | 0           | 1           | 1           | 49     | 15     | 19     | 15     | 30,61      | 15º+5º      |
| Totale Estudiantes       | Totale Estudiantes       | Totale Estudiantes       | 230        | 89         | 71         | 70         |                 | -               | -               | -               | -               |                    | 24                 | 18                 | 3                  | 3                  |             | 9           | 4           | 2           | 3           | 263    | 111    | 76     | 76     | 42,21      |             |
| 1974                     | San Lorenzo              | M+N                      | 18+25      | 4+16       | 6+6        | 8+3        | -               | -               | -               | -               | -               | -                  | -                  | -                  | -                  | -                  | -           | -           | -           | -           | -           | 43     | 20     | 12     | 11     | 46,51      | 6º+1º       |
| 1975                     | Racing Club              | A                        | 38+16      | 7+7        | 17+3       | 14+6       | -               | -               | -               | -               | -               | -                  | -                  | -                  | -                  | -                  | -           | -           | -           | -           | -           | 54     | 14     | 20     | 20     | 25,93      | 16º+6º      |
| 1976                     | Atlético Nacional        | CP                       | 47+10      | 21+6       | 11+2       | 15+2       | -               | -               | -               | -               | -               | -                  | -                  | -                  | -                  | -                  | -           | -           | -           | -           | -           | 57     | 27     | 13     | 17     | 47,37      | 1º          |
| 1977                     | Atlético Nacional        | CP                       | 47+10      | 18+3       | 15+4       | 13+3       | -               | -               | -               | -               | -               | CL                 | 6                  | 2                  | 0                  | 4                  | -           | -           | -           | -           | -           | 63     | 23     | 17     | 20     | 36,51      | 4º          |
| 1978                     | Atlético Nacional        | CP                       | 53+10      | 28+5       | 11+2       | 14+3       | -               | -               | -               | -               | -               | -                  | -                  | -                  | -                  | -                  | -           | -           | -           | -           | -           | 63     | 33     | 13     | 17     | 52,38      | 3º          |
| 1979                     | Atlético Nacional        | CP                       | 47+6       | 13+1       | 21+3       | 13+2       | -               | -               | -               | -               | -               | -                  | -                  | -                  | -                  | -                  | -           | -           | -           | -           | -           | 53     | 14     | 24     | 15     | 26,42      | 7º          |
| 1980                     | Atlético Nacional        | CP                       | 53+6       | 21+0       | 17+4       | 15+2       | -               | -               | -               | -               | -               | -                  | -                  | -                  | -                  | -                  | -           | -           | -           | -           | -           | 59     | 21     | 21     | 17     | 35,59      | 4º          |
| 1981                     | Atlético Nacional        | CP                       | 53+6       | 23+3       | 15+2       | 15+1       | -               | -               | -               | -               | -               | -                  | -                  | -                  | -                  | -                  | -           | -           | -           | -           | -           | 59     | 26     | 17     | 16     | 44,07      | 1º          |
| Totale Atlético Nacional | Totale Atlético Nacional | Totale Atlético Nacional | 348        | 142        | 107        | 99         |                 | -               | -               | -               | -               |                    | 6                  | 2                  | 0                  | 4                  |             | -           | -           | -           | -           | 354    | 144    | 107    | 103    | 40,68      |             |
| Totale carriera          | Totale carriera          | Totale carriera          | 759        | 301        | 231        | 227        |                 | -               | -               | -               | -               |                    | 30                 | 20                 | 3                  | 7                  |             | 9           | 4           | 2           | 3           | 798    | 325    | 236    | 237    | 40,73      |             |

## Palmarès

### Club

#### Competizioni nazionali
- Campionato argentino: 2

Estudiantes: Metropolitano 1967
San Lorenzo: Nacional 1974
- Campionato colombiano: 2

Atlético Nacional: 1976, 1981

#### Competizioni internazionali
- Coppa Libertadores: 3

Estudiantes: 1968, 1969, 1970
- Coppa Intercontinentale: 1

Estudiantes: 1968
- Coppa Interamericana: 1

Estudiantes: 1968